# Eucalyptus ochrophloia
Eucalyptus ochrophloia là một loài thực vật có hoa trong Họ Đào kim nương. Loài này được F.Muell. mô tả khoa học đầu tiên năm 1878.